# ناروتو اوزوماکی
ناروتو اوزوماکی (به ژاپنی: うずまき ナルト, Uzumaki Naruto) یک شخصیت خیالی و قهرمان اصلی در مجموعه مانگا و انیمه ناروتو است که توسط ماساشی کیشیموتو خلق شده‌است. ناروتو در زمره محبوب ترین شخصیت‌های انیمه‌ای است.تیکه کلام ناروتو داته بایو هست که معنی آن باور کن هست

## سابقه
هنگام به دنیا آمدن ناروتو، کوراما یا کیوبی (روباه ۹دم Kyūbi no Yōkō) به کونوهاگاکوره (دهکده‌ای که ناروتو در آن به دنیا آمده) حمله می‌کند. چهارمین هوکاگه (پدر ناروتو( (رئیس دهکده) با استفاده از یک طلسم و قربانی‌کردن خود موفق می‌شود کیوبی را داخل بدن (در داستان ضمیر ناخود آگاه هم ذکر شده) ناروتوی تازه به‌دنیا آمده زندانی کند.
در قسمت‌هایی از سری دوم این مجموعه به نام ناروتو شیپودن (بازگشت ناروتو) معلوم می‌شود که ناروتو پسر هوکاگه چهارم است و در واقع پدرش روح کیوبی (روباه نه دم) را در داخل بدن پسرش مهر و موم کرده‌است.
ناروتو به تنهایی بزرگ می‌شود، او پسری پر شر و شور است که آرزو دارد روزی بزرگ ترین هوکاگه دهکده شود و کار مورد علاقه او ایجاد مشکل برای دیگران  و نقاشی روی صورت هوکاگه های بخت برگشته است و تنها دوستی که دارد استاد ایروکا اومینو در آکادمی است.ولی هیچکس او را باور ندارد .  پس از مدتی از آکادمی نینجاها فارغ‌التحصیل می‌شود و به همراه ساسکه اوچیها و ساکورا هارونو و به رهبری کاکاشی هاتاکه (که در واقع شاگرد هوکاگه چهارم پدر ناروتو بوده‌است و در ۹سالگی چونین و در ۱۲ سالگی جونین (بالاترین رتبه در بین نینجاها قبل از هوکاگه و سنین است) شده و بهترین شاگرد زمان خود بوده‌است که بیش از ۱۰۰۰ نوع تکنیک را با استفاده از شارینگان خود کپی کرده‌است تیمی را تشکیل می‌دهند. ناروتو ساسکه را رقیب خود در آکادمی نینجاها می‌داند و به او بخاطر این که تمامی تمامی دختران آکادمی او را دوست و به او علاقه دارند حسادت میکند (البته ناروتو با پایین‌ترین نمرات در آکادمی فارغ‌التحصیل شد و ساسکه با بالاترین) آن‌ها پس از تمرین‌های بسیار توسط هوکاگه سوم برای انجام مأموریتی با درجه C (یکی مانده به ساده ترین نوع مأموریت از نظر سختی) فرستاده می‌شوند. گروه در طی مأموریت با نینجایی شیطانی به نام زابوزا موموچی مبارزه می‌کند که در طی مبارزه کیوبی که اسیر ناروتو است برای اولین بار خود را نشان می‌دهد؛ و پس از این ماجرا ماجرای اصلی با مسابقات انتخاب چونین آغاز می‌شود.
در کونوها (دهکدهٔ پنهان برگ؛ دهکده‌ای که ناروتو در آن به دنیا آمده) ناروتو و ساکورا به سه نفر از نینجاهای دهکدهٔ شن برمی‌خورند و این اولین دیدار آن‌ها با گارا و دو نفر دیگهٔ همراه او کانکورو و تماری هستند و معلوم می‌شود آن‌ها برای شرکت در آزمون چونین (آزمونی که در صورت موفقیت نینجاها از پایین‌ترین سطح یعنی گنین به سطح بعدی که چونین می‌باشد ارتقا پیدا می‌کنند) به دهکدهٔ کونوها امده‌اند… در سری دوم ناروتو پس از ۳سال تمرین با استادش جیرایا به کونوها بازمی‌گردد؛ ولی پس از چند روز به او خبر می‌رسد که آکاتسوکی گارا را دزدیده و ناروتو به همراه ساکورا و کاکاشی به دنبال گارا می‌روند. در آخر او موفق می‌شود گارا را نجات دهد.
چند ماه پس از این ماجرا استاد ناروتو جیرایا برای کشف هویت رئیس آکاتسوکی به دهکده باران می‌رود و متوجه می‌شود او شاگرد سابق خودش ناگاتو است. در جنگی که درمی‌گیرد جیرایا کشته می‌شود و اکاتسوکی پس از آن به کونوها حمله می‌کند ولی ناروتو او را شکست می‌دهد. سپس پس از کشف هویت اصلی پین ناروتوی مهربان قول میدهد  پس از هوکاگه شدن زندگی را دوباره به دهکده باران که محل زندگی پین و کونان بود به ارمغان بیاورد. چند ماه بعد جنگ جهانی چهارم نینجاها درمی‌گیرد و در این جنگ ناروتو می‌فهمد مرد ماسک داری که با او مبارزه می‌کرد اوبیتو هم تیمی سابق استادش کاکاشی است. در این جنگ ساسکه که کونوها را ترک کرده بود به کمک ناروتو می‌آید و باهم با مادارا اوچیها که زنده شده بود میجنگند . در جریان این جنگ تیم سه نفره ی هفت دوباره کنار هم قرار میگیرند و بین ناروتو و کیوبی پیوندی عمیق شکل میگیرد . در جنگ با کاگویا اوبیتو که از کارهایش پشیمان بود به ناروتو و ساسکه کمک کرد و در این راه کشته شد ولی قبل از مرگ قدرتش را به کاکاشی داد و ناروتو به همراه ساسکه و ساکورا و استادشان کاکاشی کاگویا را با فوینجوتسو ی شش طریقت – چیباکو تنسی شکست دادند؛ ولی بعد از جنگ ساسکه به آن‌ها می‌گوید که می‌خواهد به روش خودش صلح را برای دنیای شینوبی به همراه بیاورد و باید در این راه پنج کاگه و ناروتو را بکشد و همچنین بیجوها را نابود کند تا دیگر از آن‌ها سوءاستفاده نشود؛ ولی طی جنگ با ناروتو در درهٔ پایانی ساسکه به اشتباهاتش پی می‌برد و غرور خود را می‌شکند و به شکست اعتراف می‌کند. طی جنگ ناروتو و ساسکه یک دستشان را از دست می‌دهند و همه را از موگن تسوکیومی (تسوکیومی بیکران) نجات می‌دهند. بعد از جنگ ساسکه می‌گوید که می‌خواهد دنیای شینوبی را با چشمان خودش ببیند و برای همین به سفر می‌رود. کاکاشی هم هوکاگه ششم می‌شود. در قسمت آخر این افراد با هم ازدواج می‌کنند:ناروتو با هیناتا، ساسکه با ساکورا، اینو و سای، چوجی و کاروی، شیکامارو و تماری. نام بچه‌هایشان نیز به ترتیب: هیماواری و بوروتو، سارادا، اینوجین، چئو چئو، شیکادای. شینو هم معلم آکادمی نینجاها می‌شود. کاکاشی از سمت هوکاگه استعفا می‌دهد و ناروتو جای او را به عنوان هوکاگه هفتم می‌گیرد. همچنین کونوهامارو استاد بوروتو پسر ناروتو می‌شود.